# Scaparone
Scaparone (Scaparon in piemontese), nota anche come Scaparoni, è una frazione del comune di Alba in Piemonte.
Insieme alle frazioni Biglini e Mussotto, Scaparone fa parte del territorio del comune di Alba posto ad ovest del fiume Tanaro, nell'area del Roero.

## Storia
Per via della sua posizione rispetto al fiume, Scaparone ha visto uno sviluppo diverso rispetto a quello delle altre frazioni. Il suo territorio è diviso tra i possedimenti della famiglia Roero, il vescovo di Alba e la città di Alba.
Il primo insediamento riconosciuto pare essere l'Abbazia di Santa Maria de' Ulmis (l'attuale Cascina Cà daj Olm) risalente al XII secolo. Si trattava di un priorato di monache cistercensi dipendente dalla diocesi di Asti. Il priorato fu chiuso alla fine del 1400, ed il convento annesso alla Diocesi di Alba. Dal 1400 in poi la famiglia Scaparone si occupò della gestione sociale della frazione, dove furono costruite la chiesa parrocchiale e la scuola elementare.

## Società
Scaparone conta 200 abitanti. La chiesa parrocchiale costituisce, insieme al circolo Acli, il centro di aggregazione principale degli abitanti.
La festa patronale si celebra il giorno di San Rocco, ovvero il 16 agosto, e i festeggiamenti si estendono per tutta la settimana di Ferragosto.

## Economia
Fino agli anni sessanta, Scaparone era nota per la produzione del gesso, estratto dalle cave poste nella zona della Valle dei Magliano. Molte case della zona presentano soffitti realizzati in questo materiale. Nella frazione viene inoltre lavorato il cemento a scopo artistico.
Per quanto riguarda il settore agricolo, vengono coltivate piante da frutta, in particolare la nocciola e la vite, la cui uva viene impiegata nella produzione del Barbera d'Alba.